# Eurycope caribbea
Eurycope caribbea là một loài chân đều trong họ Munnopsidae. Loài này được Benedict miêu tả khoa học năm 1901.